# Tomáš Úlehla
Tomáš Úlehla (* 14. ledna 1965 Zlín) je český politik ODS, v letech 2002–2006 primátor Zlína, v letech 2006 až 2013 poslanec Poslanecké sněmovny.

## Biografie
Absolvoval Přírodovědeckou fakultu Univerzity Palackého v Olomouci (obor systematická biologie a ekologie člověka). Po sametové revoluci byl členem Občanského fóra, pak Strany zelených a posléze vstoupil roku 1994 do ODS. Je ženatý se sopranistkou Pavlínou Senić, má dvě děti.
V komunálních volbách roku 1994, komunálních volbách roku 1998, komunálních volbách roku 2002 a komunálních volbách roku 2006 byl za ODS zvolen do zastupitelstva města Zlín. Profesně se k roku 1998 uvádí jako ekolog manažer, následně k roku 2002 coby soukromý podnikatel a roku 2006 coby primátor. V letech 2002-2006 byl primátorem Zlína.
Ve volbách 2006 se stal za ODS členem dolní komory českého parlamentu (volební obvod Zlínský kraj). Byl členem výboru pro veřejnou správu a regionální rozvoj a výboru pro životní prostředí. Poslanecký mandát obhájil ve volbách v roce 2010. Byl místopředsedou výboru pro životní prostředí a členem výboru pro zdravotnictví.
Na podzim 2012 patřil ke skupině poslanců ODS, kteří veřejně nesouhlasili s politikou strany, zejména s plánem na zvýšení některých daní. Tato rebelie v ODS skončila 7. listopadu 2012, kdy se část rebelů rozhodla dobrovolně rezignovat na poslanecký mandát a část (včetně Úlehly) přislíbila podporu vládě včetně podpory při nadcházejícím hlasování o daních.
Dne 7. srpna 2013, před hlasováním o důvěře vládě Jiřího Rusnoka, opustil spolu s Janem Floriánem a Karolínou Peake sněmovnu, čímž koalice přišla o většinu 101 hlasů, a koalice de facto zanikla. Ještě ten večer ho ODS vyloučila ze svého poslaneckého klubu a o dva dny později i ze strany.
Ve volbách do Poslanecké sněmovny PČR v roce 2013 kandidoval ve Zlínském kraji jako lídr hnutí Hlavu vzhůru, ale se ziskem 0,3% hlasů (celostátně 0,42 %) pro tento volební blok mandát nezískal.
V listopadu 2019 konstatoval Krajský soud v Brně v insolvenčním řízení úpadek Úlehly a od té doby se nachází v procesu oddlužení.